# Colette Bourgonje
Colette Bourgonje (Saskatoon, 17 gennaio 1962) è un'ex fondista ed ex atleta paralimpica canadese.

## Biografia
Prima di divenire paraplegica, gareggiava a livello nazionale nello sci di fondo. A diciotto anni, nel 1980, ha perso l'uso delle gambe in seguito a un incidente d'auto. È stata fortemente incoraggiata a continuare in ambito paralimpico dove, dopo un periodo di transizione, si è dedicata all'atletica leggera e allo sci nordico.
Colette Bourgonje ha partecipato a tre Paralimpiadi estive e a sette Paralimpiadi invernali. Ha vinto dieci medaglie (tre d'argento e sette di bronzo), conquistando inoltre molti piazzamenti di riguardo. Nel 2010, a Vancouver, è stata la prima atleta a vincere una medaglia per il Canada. Ha smesso l'attività agonistica internazionale nel 2014, ma fa parte di numerose iniziative per promuovere lo sport tra i disabili, scoprire talenti e allenare atleti.
Ha ricevuto molti riconoscimenti per i suoi meriti sportivi e umani. in particolare, le è stata intitolata una via e una scuola elementare a Saskatoon (Saskatchewan). Nel 2019 è entrata a far parte della Canada's Sport Hall of Fame.

## Palmarès

### Atletica leggera
| Anno | Manifestazione       | Sede       | Evento          | Risultato | Prestazione | Note |
| ---- | -------------------- | ---------- | --------------- | --------- | ----------- | ---- |
| 1992 | Giochi paralimpici   | Barcellona | 100 m piani TW3 | Bronzo    | 18"68       |      |
| 1992 | Giochi paralimpici   | Barcellona | 200 m piani TW3 | 4ª        | 34"16       |      |
| 1992 | Giochi paralimpici   | Barcellona | 400 m piani TW3 | 6ª        | 1'04"49     |      |
| 1992 | Giochi paralimpici   | Barcellona | 800 m piani TW3 | Bronzo    | 2'07"89     |      |
| 1996 | Giochi paralimpici   | Atlanta    | 100 m piani T52 | Bronzo    | 18"35       |      |
| 1996 | Giochi paralimpici   | Atlanta    | 200 m piani T52 | Bronzo    | 33"18       |      |
| 1996 | Giochi paralimpici   | Atlanta    | 400 m piani T52 | 8ª        | 1'15"07     |      |
| 1996 | Giochi paralimpici   | Atlanta    | 800 m piani T52 | 6ª        | 2'08"81     |      |
| 1996 | Giochi paralimpici   | Atlanta    | Maratona T52-53 | 5ª        | 2h12'50"    |      |
| 1998 | Mondiali paralimpici | Birmingham | 200 m piani T54 | 4ª        |             |      |
| 1998 | Mondiali paralimpici | Birmingham | 400 m piani T54 | 5ª        |             |      |
| 1998 | Mondiali paralimpici | Birmingham | 800 m piani T54 | Bronzo    |             |      |
| 1998 | Mondiali paralimpici | Birmingham | Maratona T55    | 5ª        |             |      |

### Sci di fondo
- 1992, Giochi paralimpici - Tignes-Albertville  Francia
  - 6º posto nei 5km (distanza breve) - LW10-11;
  - 6º posto nei 10km (lunga distanza) - LW10-11;
- 1994, Giochi paralimpici - Lillehammer  Norvegia
  - 4º posto nei 2,5 km Sitski LW10-11;
  - 4º posto nei 5 km Sitski LW10-11;
  - 4º posto nei 10 km Sitski LW10-11;
  - 4º posto nella Staffetta 3×2,5 km Open;
- 1998, Giochi paralimpici - Nagano  Giappone
  -  Argento nei 2,5 km Sitski - LW10-12
  -  Argento nei 5 km Sitski - LW10-12
  - 6º posto nei 10 km Sitski LW10-12
- 2002, Giochi paralimpici - Salt Lake City  Stati Uniti
  - 4º posto nei 2,5 km - Seduti;
  - 6º posto nei 5 km - Seduti;
  - 9º posto nei 10 km - Seduti;
- 2006, Giochi paralimpici - Torino  Italia
  - 6º posto nei 2,5 km - Seduti;
  -  Bronzo nei 5 km - Seduti;
  -  Bronzonei 10 km - Seduti;
- 2010, Giochi paralimpici - Vancouver  Canada
  -  Argento nei 5 km - Seduti;
  -  Bronzo nei 10 km - Seduti;;
  - 4º posto nella Staffetta 3×2,5 km Open;
- 2014, Giochi paralimpici - Soči  Russia
  - 13º posto nei 12 km - Seduti;